# Sergej Snezjkin
Sergej Snezjkin (russisk: Серге́й Оле́гович Сне́жкин) (født 10. oktober 1954 i Sankt Petersborg i Sovjetunionen) er en sovjetisk filminstruktør og manuskriptforfatter.

## Filmografi
- Nevozvrasjjenets (Невозвращенец, 1991)[3][4]
- Tsvety kalenduly (Цветы календулы, 1998)
- Pokhoronite menja za plintusom (Похороните меня за плинтусом, 2009)